# Димитрије Гинић
Димитрије Гинић (Кладово, 26. децембар 1873 – Београд, 18. јул 1934) био је српски глумац, редитељ Народног позоришта у Београду, оснивач и управник више позоришта.

## Биографија
Школовао се у Доњем Милановцу и Неготину, где је учио основну школу. Два разреда гимназије завршио је у Нишу, када прелази у Београд да настави школовање. Ујак га даје у трговину 1886. али Гинић бежи из ње 1888. и прикључује се Српском народном позоришту у Новом Саду. Отпуштен је након првог дебија у комаду "Душан" М. Цветића, а затим се запошљава у путујућој дружини Исајије Јокића где ради од 1888. до 1890. Од 1890. до 1894. био је у дружини Николе Бате Димића са којим је гостовао у Цариграду, а од 1894. до 1897. радио је у дружини Петра Ћирића, па кратко 1897. код М. Лазића Стрица у Народном позоришту у Вараждину.

## Каријера
Своје Прво српско - босанско - херцеговачко позориште оснива у Мостару 1898. године. Позориште је радило све до 1899. када је Гинић протеран из Мостара због патриотског деловања на Србе. Одласком из Мостара долази на Цетиње и оснива Књажевско српско - црногорско позориште у којем је обављао све послове, од редитеља до управника. Ово позориште је радило до 1903. Од 1903. до 1907. води своје путујуће позориште, а 1908. оснива у Сарајеву Српско - босанско - херцеговачко позориште, када је ухапшен и протеран у Србију. 
Са Јоцом Стојчевићем, након што је гостовао у Народном позоришту у Београду глумећи Клаудија у "Хамлету", води 1908. и 1909. путујуће позориште у Нишу, да би се 1909. вратио у Београд глумећи Миткета у "Коштани" у позоришту Богобоја Руцовића, а на заузимање Дарка Рибникара прелази у Народно позориште са сталним ангажманом где остаје све до Првог светског рата. Као официр је прешао Албанију нашавши се у Лазуазу у Бизерти, где оснива Српско војничко позориште. За три године изведено је 186 представа у којима је Гинић био и редитељ и главни глумац са наступима преко 480 припадника српске војске, диктирајући у целини читаве сценарије које је играо раније: "Ивкова слава", "Хајдук Вељко", "Kоштана", "Граничари" и друге.
Након повратка у Београд 28. фебруара 1919. као члан Народног позоришта често се појављује и као редитељ. Умро је у Београду, где је и сахрањен 18. јула 1934. 

## Одликовања
За заслуге је одликован Медаљом за војничке врлине, Орденом Белог орла петог реда и Орденом Светог Саве четвртог и петог реда.